# Mel (romanzo)
Mel è un romanzo per ragazzi scritto da Shirley Pountney, sotto lo pseudonimo di Liz Berry e pubblicato per la prima volta in patria nel 1988, negli Stati Uniti nel 1991 e in Italia nel 1992 da Arnoldo Mondadori Editore, nella collana Gaia Junior.

## Trama
Mel Calder è una diciassettenne inglese e vive in una casa fatiscente con la madre, che soffre di depressione e di un disturbo da accumulo. Dopo un tentativo di suicidio, la madre viene ricoverata in una struttura psichiatrica, lasciando Mel da sola. Decisa a non lasciarsi sopraffare, Mel inizia a ristrutturare la casa nella speranza che un ambiente migliore possa aiutare la madre al suo ritorno. Il suo lavoro diventa un catalizzatore per il quartiere: i vicini, inizialmente diffidenti, si uniscono a lei, aiutandola e iniziando a collaborare per migliorare le condizioni dell’area. 
Nel frattempo, trova lavoro nel negozio di antiquariato di Lou, un uomo burbero ma di buon cuore. Qui conosce Mitch, il nipote del proprietario e chitarrista di una band rock emergente. Mitch si innamora di Mel, ma lei è inizialmente distratta dalla sua infatuazione per il suo insegnante d’arte, il signor Edwards, che si rivela essere un uomo manipolatore e predatorio. Quando Mel se ne rende conto, riesce a prendere le distanze, ma solo dopo aver subito delusioni e umiliazioni.
Nonostante il suo crescente legame con Mitch, la storia d’amore rimane secondaria rispetto al percorso personale di Mel. Il ragazzo, per quanto affascinante e famoso, rimane in secondo piano rispetto alle difficoltà concrete che Mel affronta. Alla fine, Mitch le propone di sposarlo, ma il romanzo non si chiude su una nota romantica, bensì sul cammino di Mel verso l’indipendenza e la consapevolezza della propria forza.
L’opera unisce elementi di narrativa sociale e introspezione psicologica, mostrando come Mel riesca a emergere da una situazione disperata grazie alla determinazione, al supporto della comunità e alla presa di coscienza della tossicità della relazione con la madre.

## Edizioni
- (EN) Liz Berry, Mel, Viking, 1991, ISBN 9780670839254.
- (EN) Liz Berry, Mel, Segrate, Puffin, 1993, ISBN 9780140365344.
- Liz Berry, Mel, collana Gaia Junior, Segrate, Arnoldo Mondadori Editore, 1999, ISBN 9788804445296.